# Olga Wiktorowna Iwanowa
Olga Wiktorowna Iwanowa (russisch Ольга Викторовна Иванова, engl. Transkription Olga Ivanova; * 6. Januar 1979 in Kalinin) ist eine russische Kugelstoßerin.

## Leben
2005 wurde sie Siebte bei den Leichtathletik-Halleneuropameisterschaften in Madrid und schied bei den Leichtathletik-Weltmeisterschaften in Helsinki in der Qualifikation aus.
Bei den Olympischen Spielen 2008 in Peking wurde sie Siebte. 2010 wurde sie bei den Leichtathletik-Europameisterschaften in Barcelona und Sechste beim Leichtathletik-Continental-Cup in Split.
2010 wurde sie russische Hallenmeisterin.

## Persönliche Bestleistungen
- Kugelstoßen: 19,48 m, 6. Juli 2008, Tula
  - Halle: 18,64 m, 27. Februar 2010, Moskau
- Diskuswurf: 55,48 m, 7. Juni 2003, Tula